# Skogsalm
Skogsalm, i dagligt tal alm (Ulmus glabra Huds.), är ett träd i familjen almväxter. I Sverige förekommer två underarter vanlig skogsalm, Ulmus glabra ssp. glabra, med tunnare bark, rakare grenar och bredare blad och bergalm, Ulmus glabra ssp. montana mera lågvuxen med tjockare bark, något hängande grenar och smalare, nästan enkelsågade, blad.
Skogsalm är ett 30 – 40 meter högt träd, med elliptiska, äggrunda till omvänt äggrunda och mycket sträva, på båda sidor borst- och glandelhåriga, blad, med mer eller mindre avsatt spets, dubbel- till flersågad kant, överlappande bladbasflikar och 12 till 18 par sidonerver.
Skogsalmen blommar rikt på bar kvist i april — maj med tvåkönade blommor. Den vindspridda frukten är en vingad nöt. Fröet är placerat mitt i vingen (skiljer från lundalm vars nöt ligger närmre vingens spets), vars kant är ocilierad (skiljer från vresalm).
Frömjölet (pollen) kan orsaka allergiska besvär hos känsliga personer.
Almar planteras ofta som vård- och alléträd. Almbestånd i bland annat Sverige har under senare delen av 1900-talet drabbats hårt av almsjuka.

## Historik
Almen spred sig till Skandinavien från söder 8 000 — 7 500 f.Kr., främst under värmeperioden 6 000 — 3 000 f.Kr. Den växte då upp till norra Jämtland och södra Lappland. Efter värmeperiodens slut drog den sig tillbaka, och finns numera endast sporadiskt norr om norrlandsgränsen.
Idag är alm Upplands landskapsträd.

## Habitat
Alm förekommer naturligt i större delen av Europa och österut till Centralasien, Turkiet, Syrien och Iran. I Norden finns skogsalmen över en stor del av fastlandet, i Norge upp i Nordland fylke, i Sverige till Ångermanland och sydligaste Lappland eller ungefär så långt som hassel går, och även i södra Finland. 
Introducerade bestånd av arten växer i USA.
Den växer på skogsängar, lövskogklädda bergväggar m m, men är inte vanlig. Ju längre mot norr, desto sällsyntare är den. Till slut anträffas endast enstaka träd på den branta sydsidan av några norrländska berg som en liten kvarleva från en varmare tidsperiod, och som uthärdat nutidens klimat.
I vilt tillstånd har den mycket anspråkslösare dimensioner än det planterade trädet. I våra parker och alléer blir almen sannolikt högst av alla träd i närheten, upp till över 30 meter, men inte så väldig i bredd och massa, som till exempel lönn och lind. 
Den ger mycket skugga genom att grenarna och deras kvistar utbreder sig i vågräta plan. Dessutom är de tvåsidigt ordnade bladen ställda vågrätt i tät bladmosaik (likt bok). Vid starkt solsken viker sig bladen likt ett V för att minska avdunstningen. Almens löv är mycket sträva att ta på. 
Flera olika insekter som nattfjärilar och larver av andra fjärilar söker skydd i skogsalmen.

## Almsjuka
På senare år har stora bestånd av alm dukat under för almsjuka i södra Sverige och på kontinenten. Almsjuka är en svampinfektion som sprids via angrepp från almsplintborrar (tre olika arter inom familjen vivlar: Scolytus multistriatus, Scolytus schevyrewi och Hylurgopinus rufipes).
Sjukdomen är vida spridd även i Nordamerika och Asien, varifrån den spridits med hjälp av planterade träd. I Sverige upptäcktes den på 1950-talet. Sedan 1980-talet är sjukdomen utbredd i almbestånd i södra Sverige upp till Mälardalen.
Almsjuka har funnits tidigare i historien, och möjligen var den orsak till det så kallade almfallet cirka 3 900 år f.Kr.

## Användning

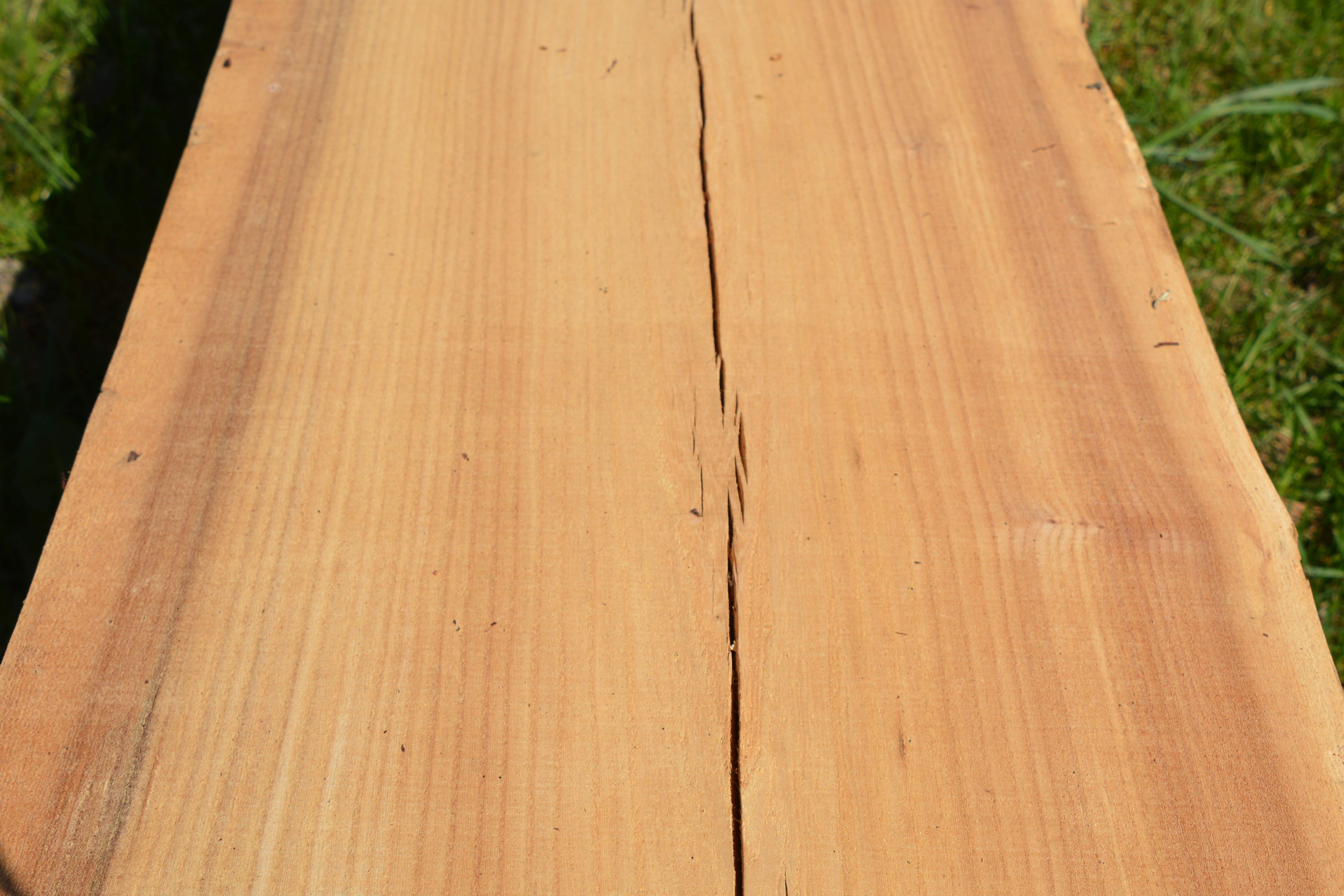
Almträ

Stammen ger ett mycket starkt och vackert ådrigt möbelvirke. Virke av alm har använts även som material till bland annat segelfartygs och kanalpråmars bottenplankor, särskilt i Storbritannien. Mot slutet av 1860-talet hade en typisk variant av kompositbyggt fartyg växt fram. Det vill säga träfartyg byggt på järnspant, en köl av alm – oftast i mycket grov storlek, upp till 40 cm i fyrkant. Även bordläggningen var ofta av alm. Det berömda klipperskeppet Cutty Sark har som ett exempel en bordläggning av alm upp till däckbalkarna för övre däck, och ovanför det bordläggning av teak. Av bastet har också tillverkats rep
Innerbarken är rik på stärkelse och maldes förr till mjöl. Det innehåller ett slags slem som gör att brödet håller ihop bättre. Barkens understa skikt skalades av i långa flak som hängdes till att torka tills de blev så spröda att de gick att mala till mjöl. Mjölet måste dock lakas ur i vatten för att få bort den beska smaken. Innerbarken har också fått en medicinsk användning: den mjukades upp i vatten och lades som plåster på sår och brännskador. Almknoppar, kokta i brännvin, har använts på bulor och en infusion av bladen nyttjades som laxermedel. 
De små almfrukterna (som ofta växer rikligt i klasar) går även att äta, åtminstone så länge de är ljust gröna och inte gulnat/torkat in; antingen direkt ur handen, i grönsallad eller stekt i smör. De har en svagt nötaktig smak.

## Status
Almsjukan är det största hotet mot arten. I Norge blev arten på många ställen ersatt med tysklönn. Även betande hjortdjur skadar den norska populationen. I Finland är skogens omvandling till kulturlandskap ett större hot och hybrider med Ulmus pumila är vanliga. För asiatiska populationer är inte känd hur stort beståndet var eller är. IUCN listar skogsalmen därför med kunskapsbrist (DD).

## Kuriosum
Almfröet är en bevingad nöt och är känd som manna. Efter någon eller några veckor faller den rika fruktsättningen till marken, varefter den kan samlas i drivor.

## Namn och underarter
Arten är känd som skogsalm eller alm. Något förvirrande kallas även en av underarterna för skogsalm.
Två underarter erkänns; subsp. glabra och ssp. montana, bergalm. Den senare är mer lågväxt och har jämnt avsmalnande blad med trubbigare tänder. Andra namnsorter av skogsalm är hängalm (Ulmus glabra 'Camperdownii') och pyramidalm (Ulmus glabra 'Exoniensis').

## Bilder

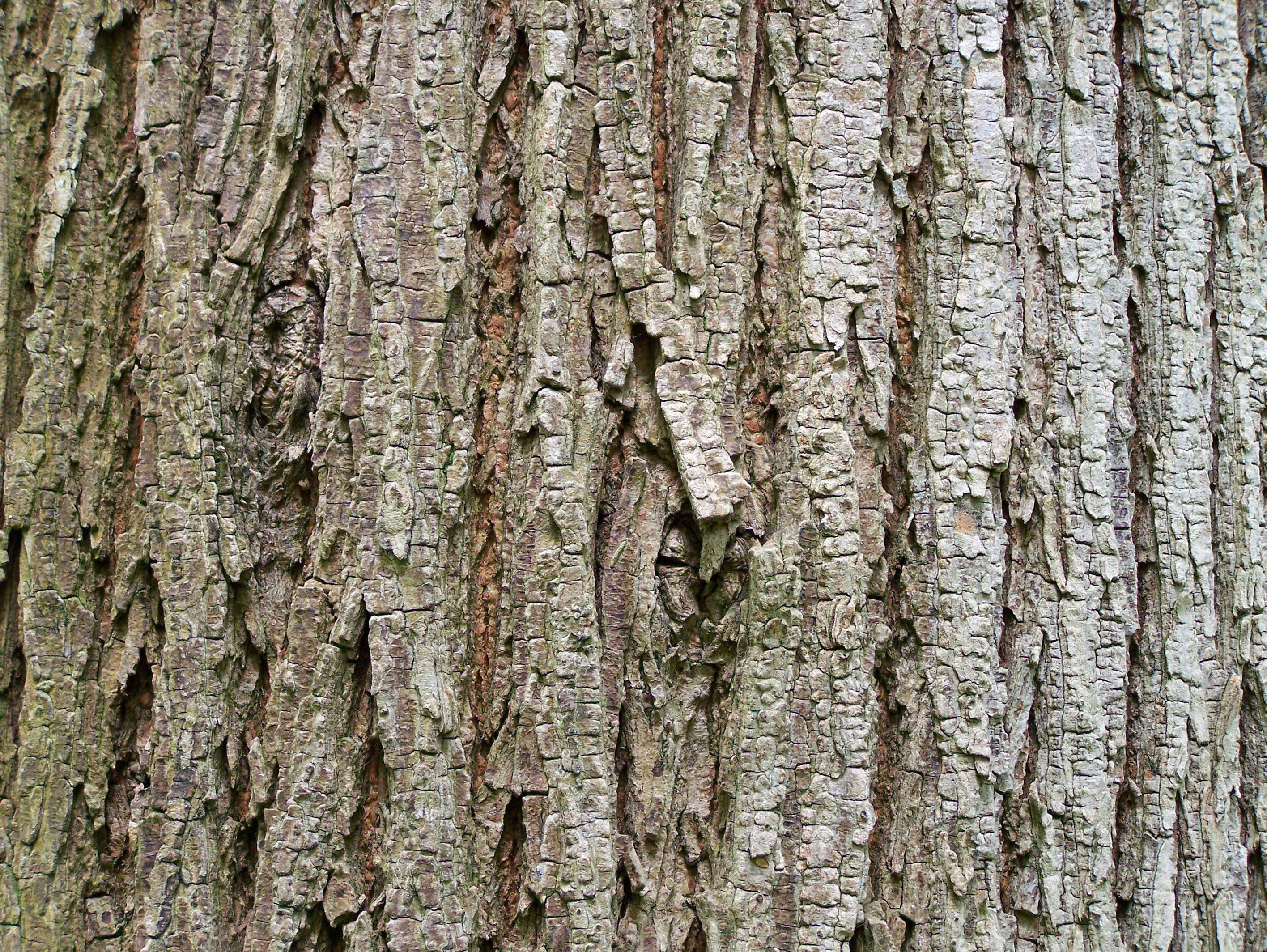
Stammens bark
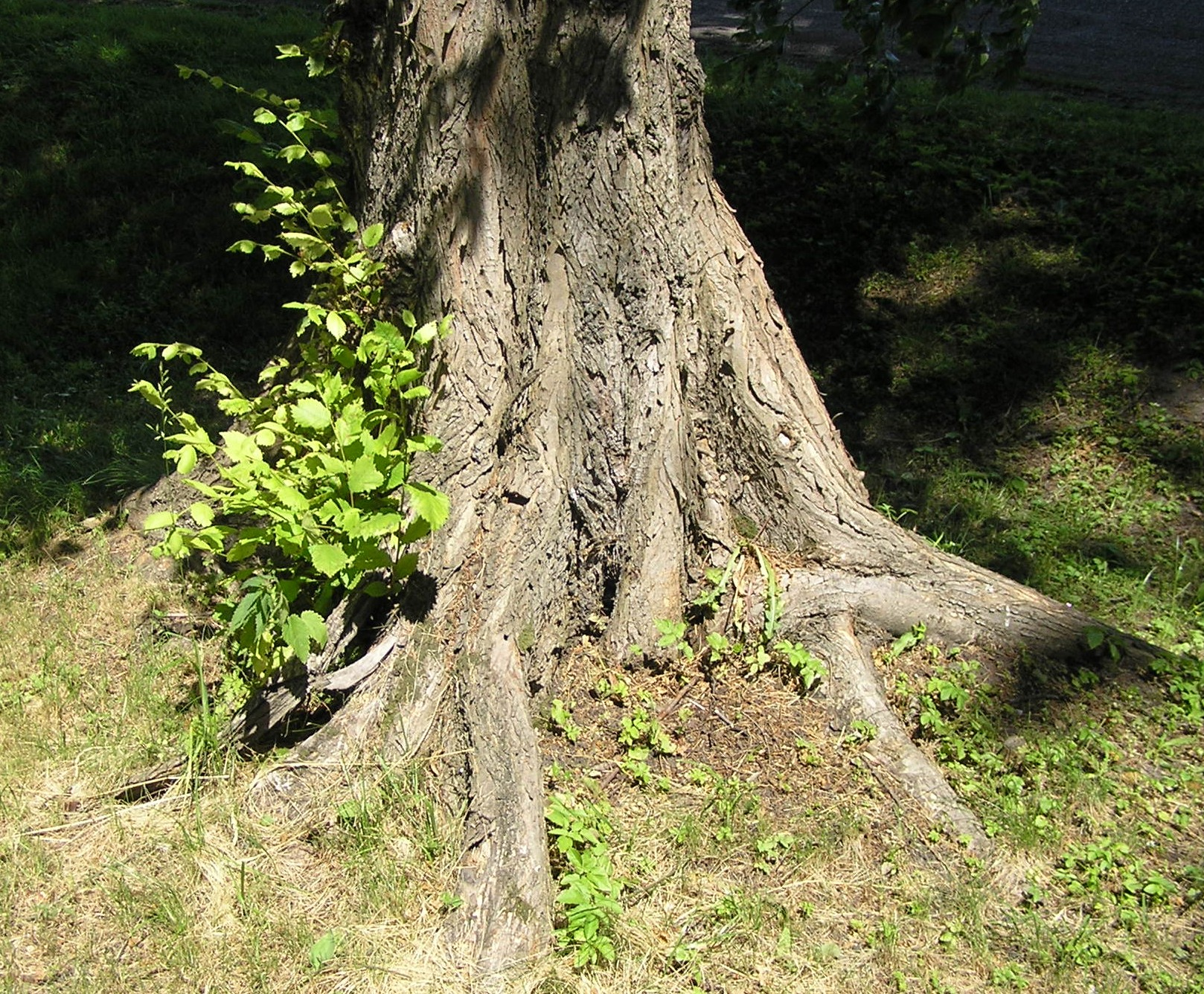
Början till utspritt rotsystem, som ger stöd i våtmarker
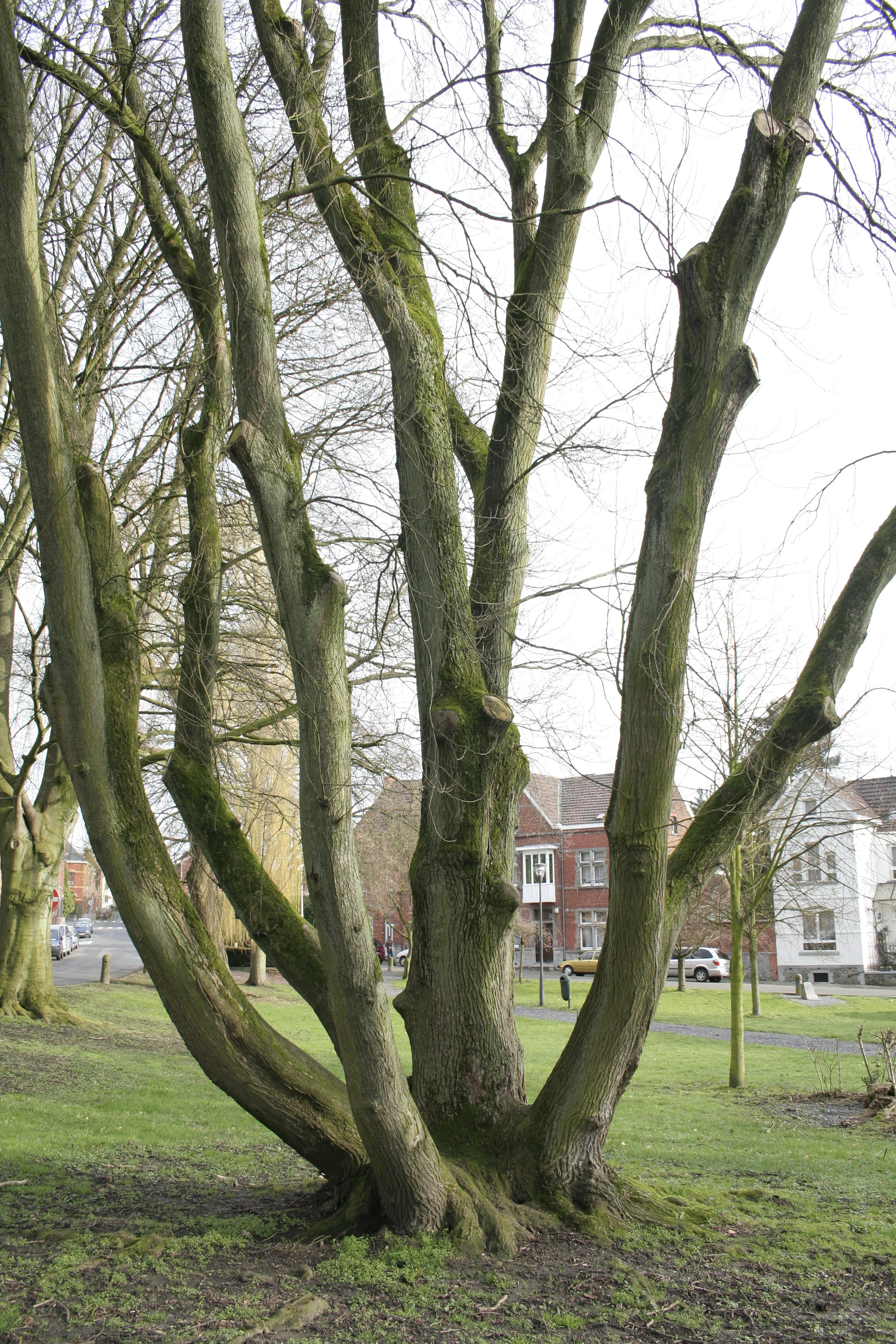
Ulmus glabra var. Exoniensis Lägg märke till riktigt utförda beskärningar på stammarna
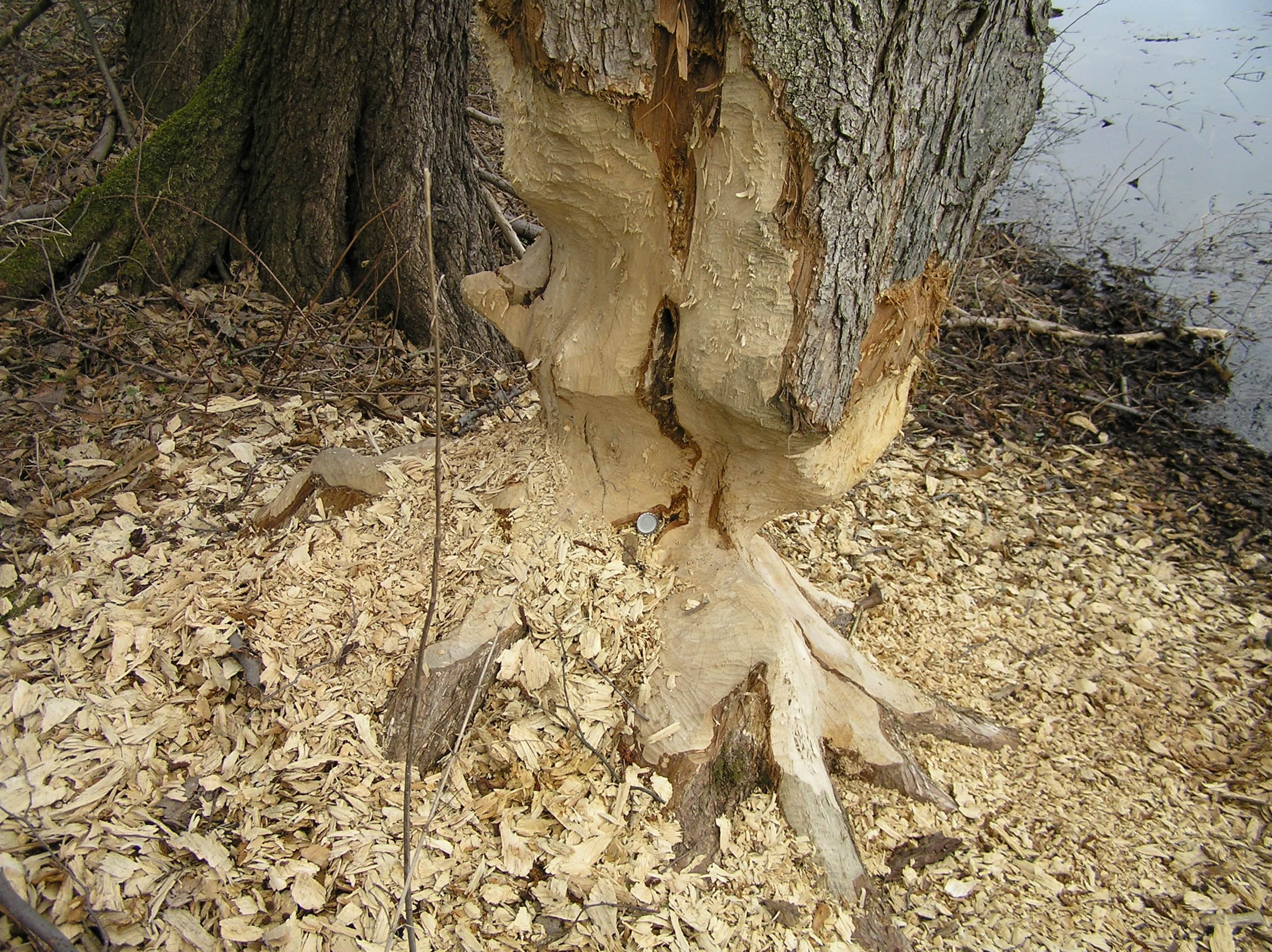
Nästan färdigt bäverarbete
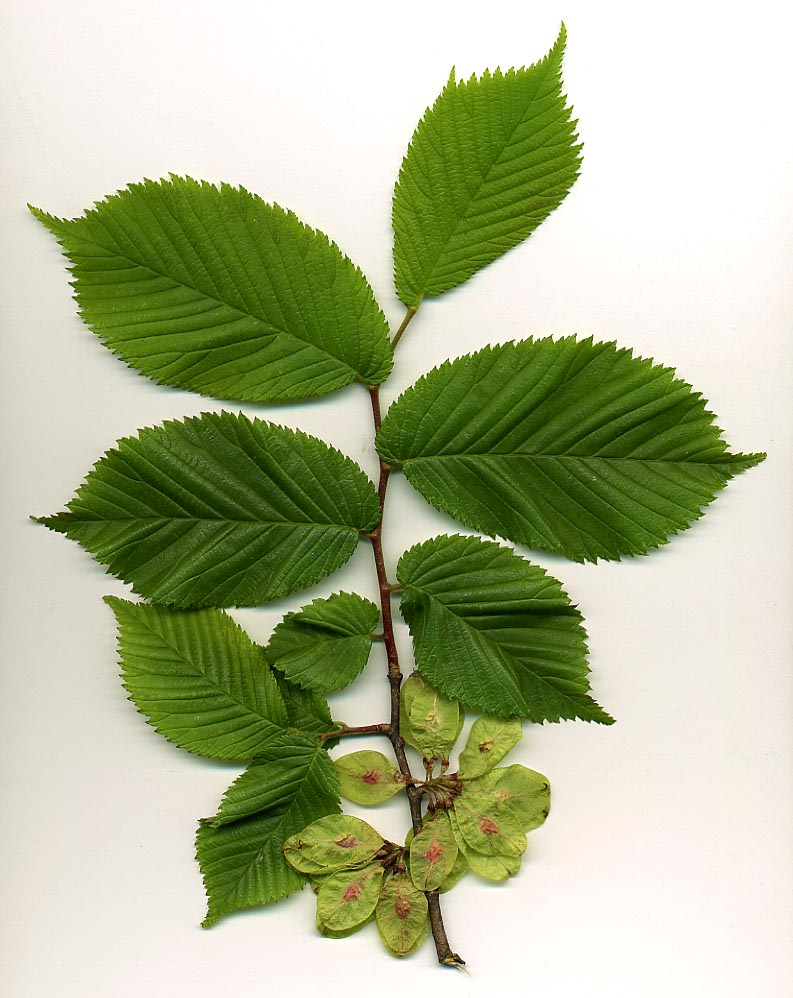
Blad och fröämnen
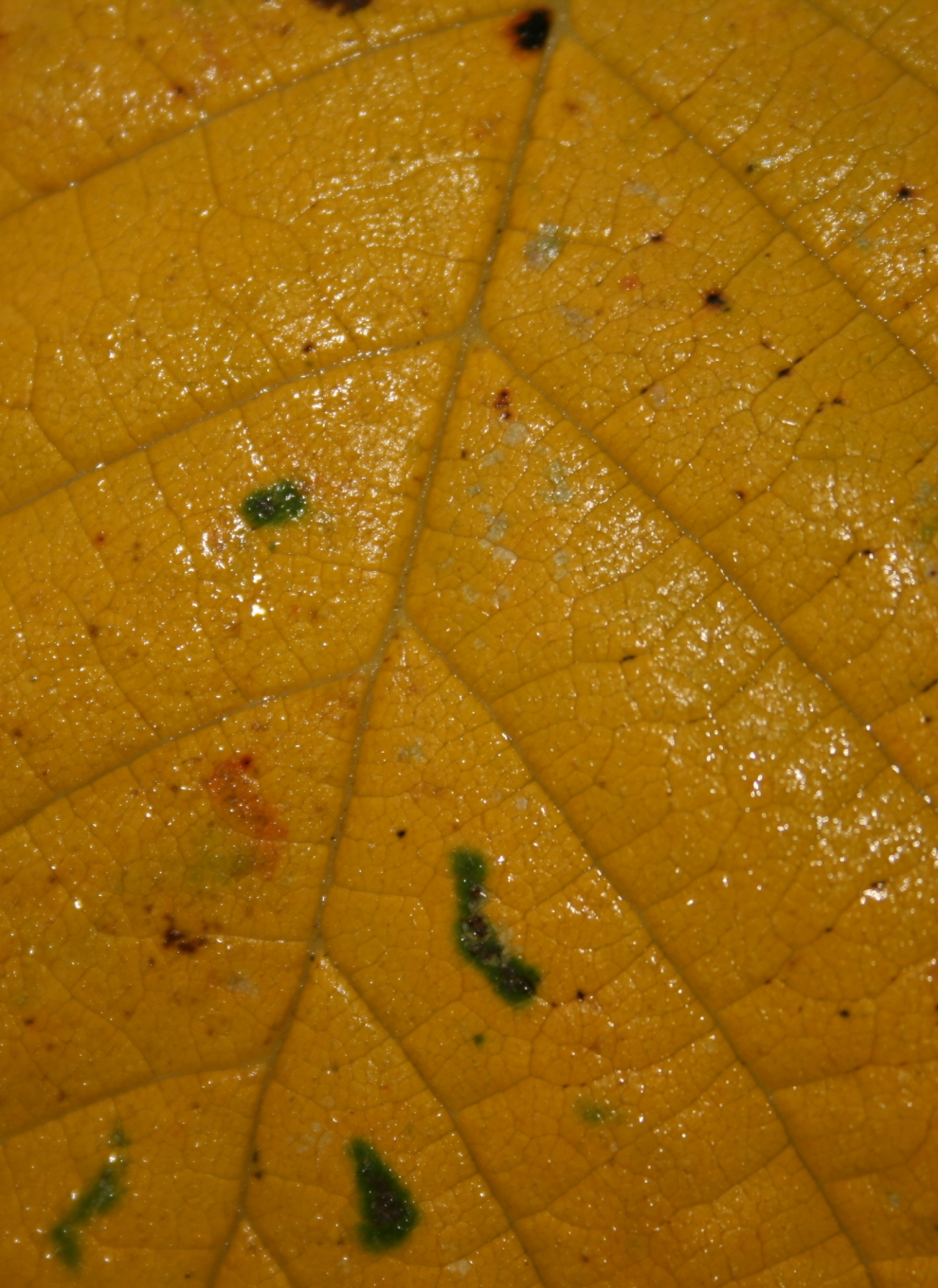
Höstlöv
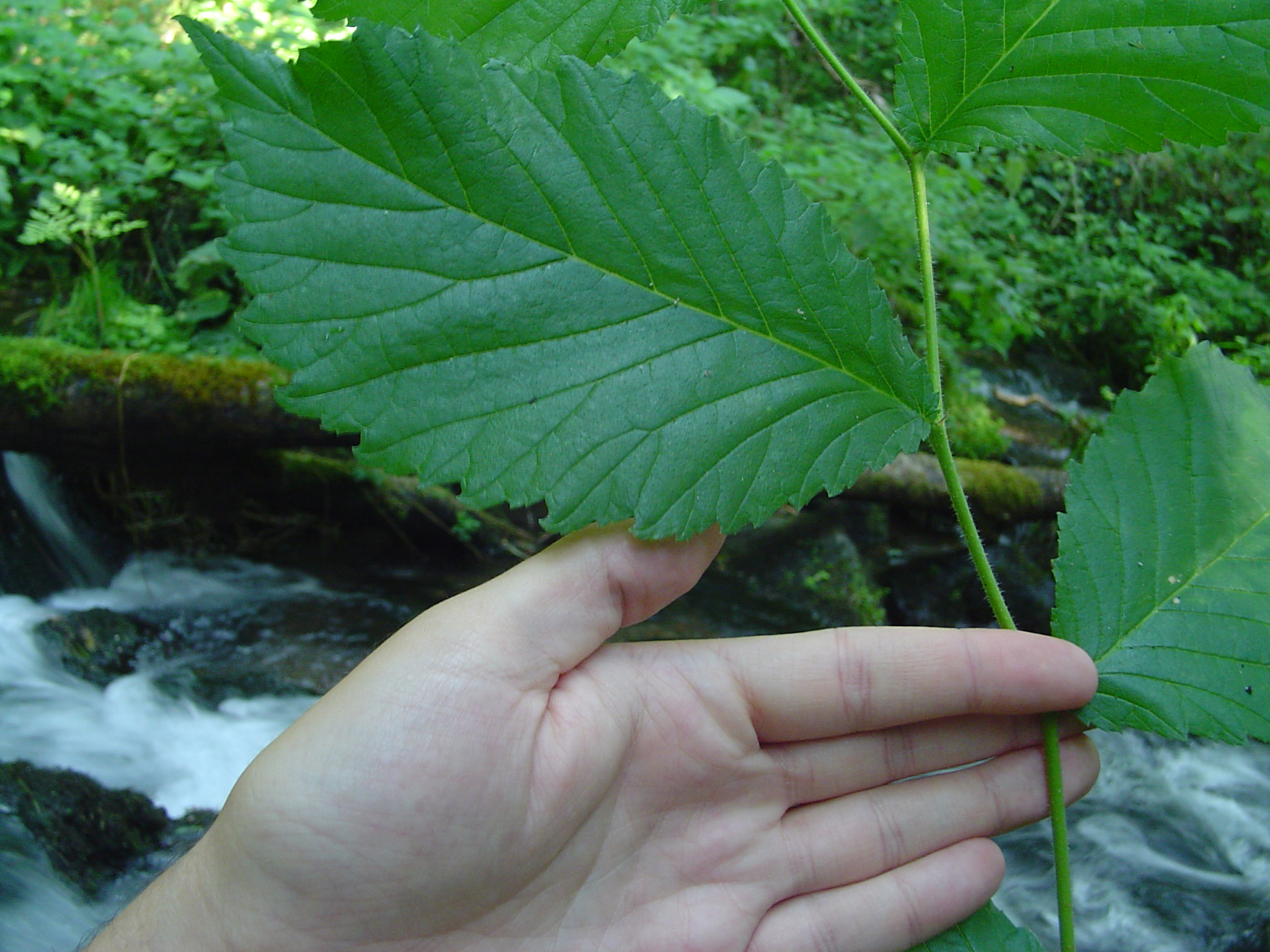
Blad Lägg märke till den naggade kanten
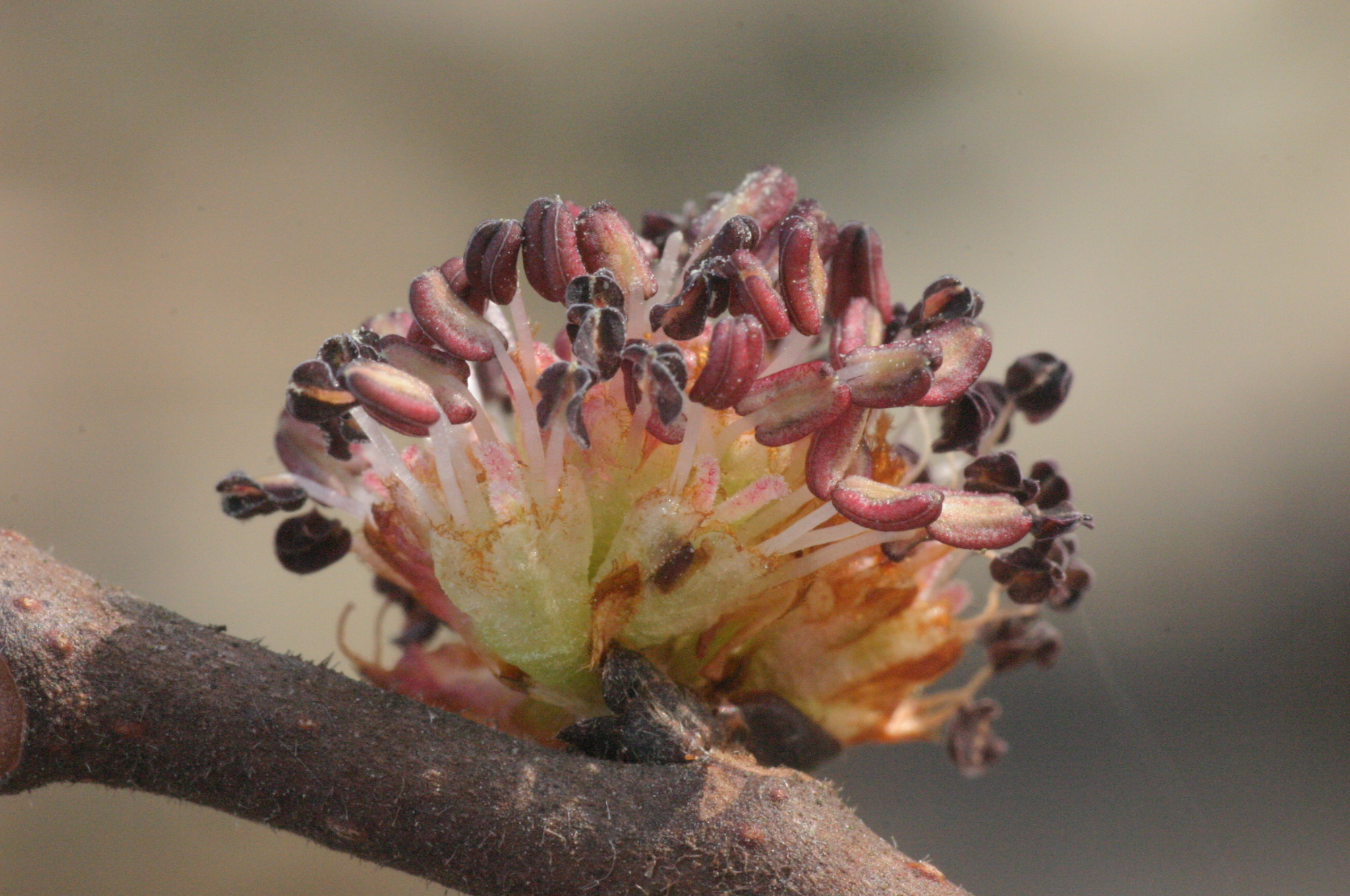
Blomma
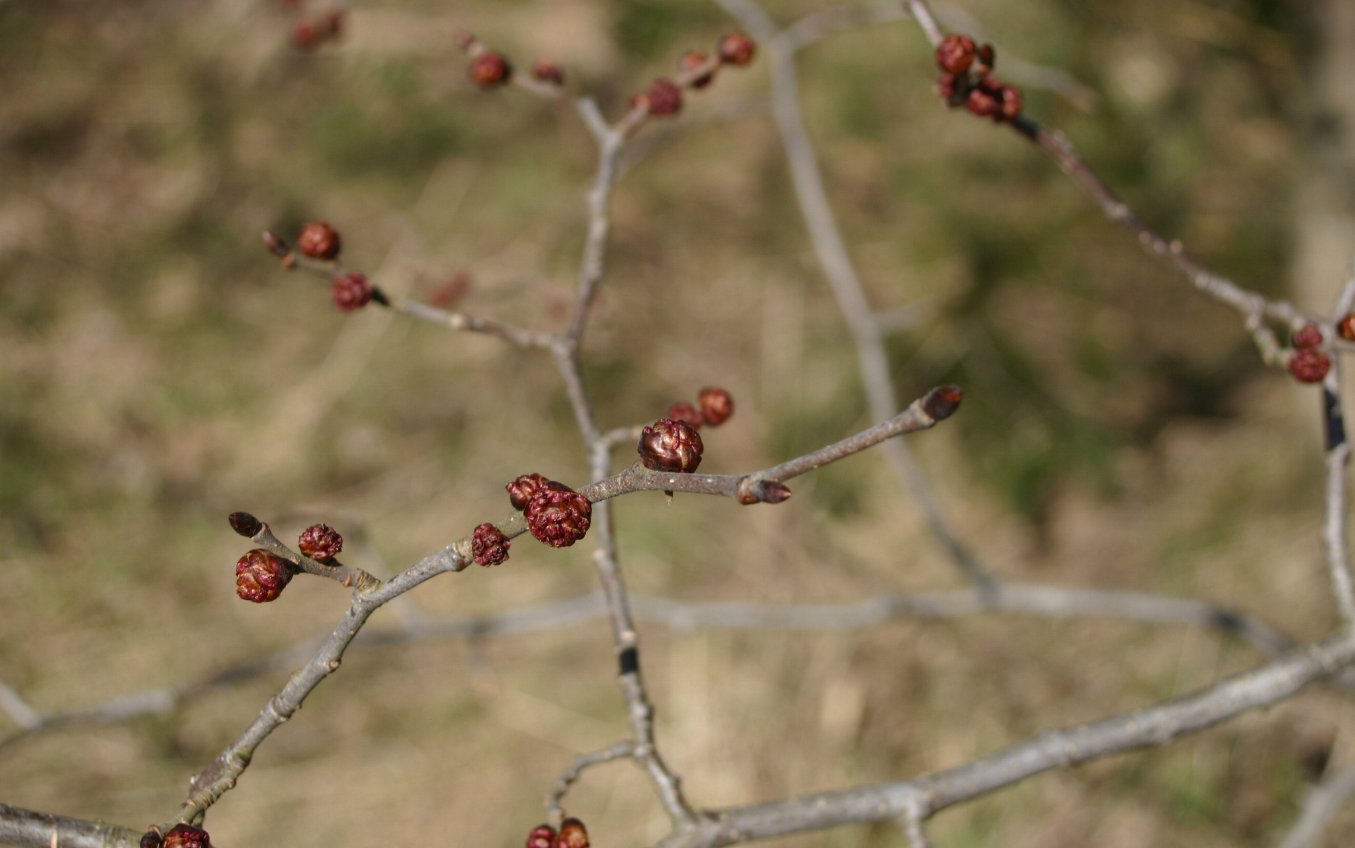
Knoppar
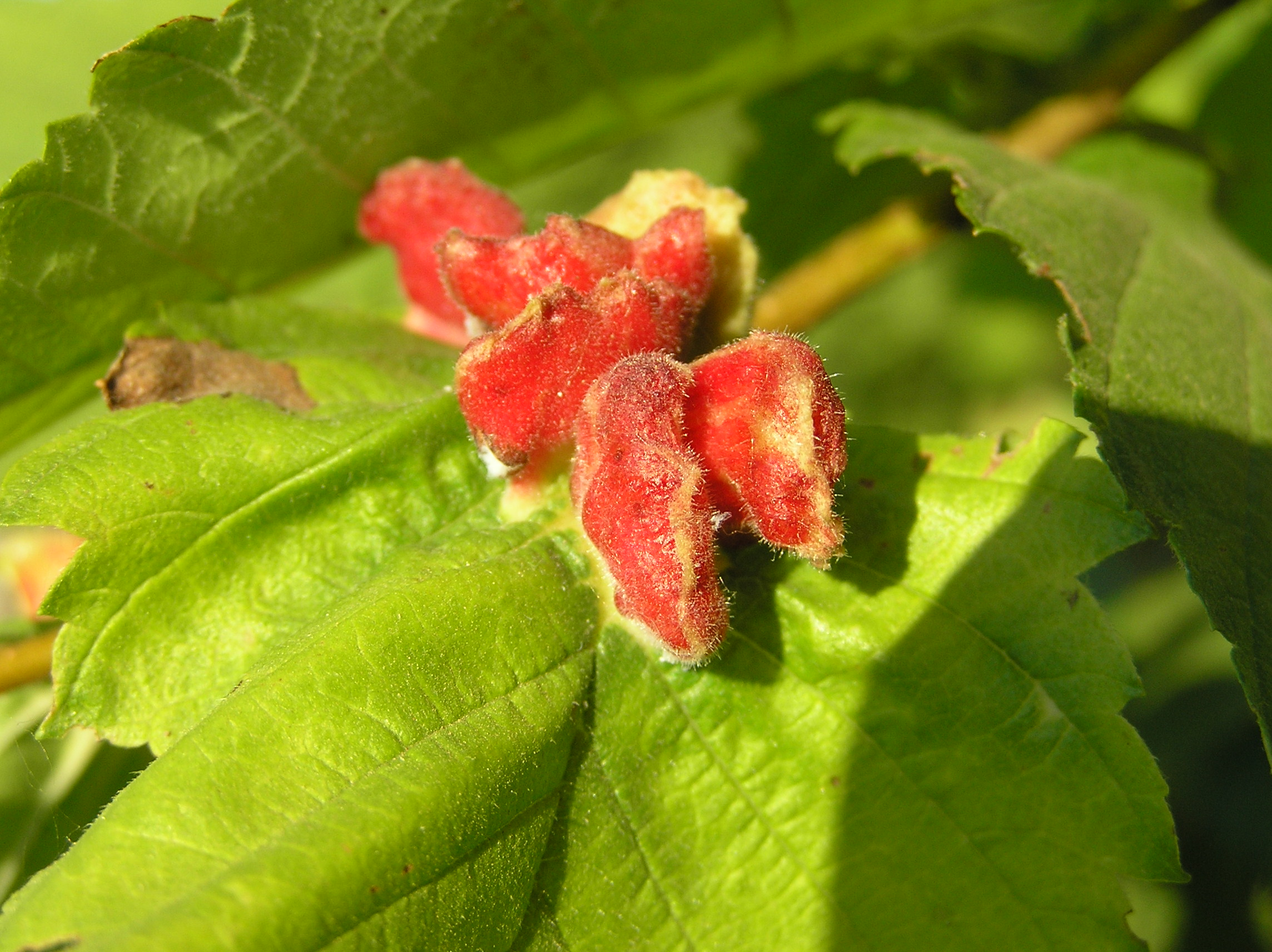
Svulst efter angrepp av insekten Colopha compressa
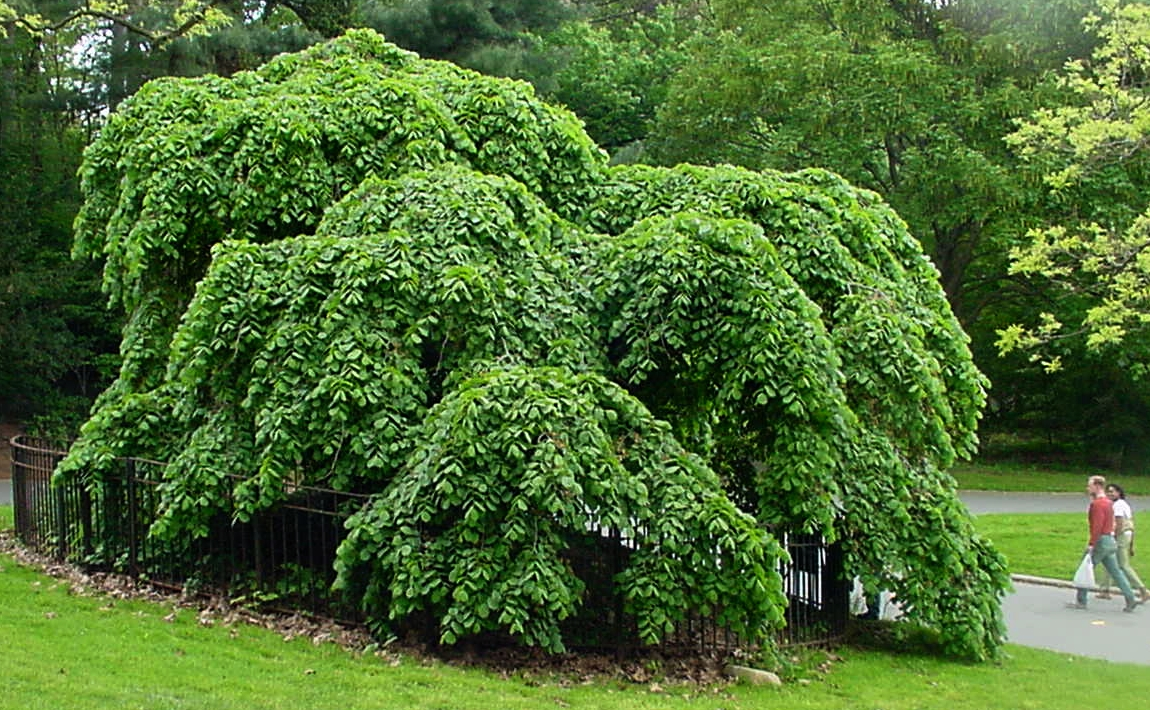
Ulmus glabra var. pendula En stickling hämtad från en muterad alm, här 133 år efter planteringen.